# Тирвайие
Ти́рвайие (ест. Tõrvajõe küla) — село в Естонії, у міському самоврядуванні Нарва-Йиесуу повіту Іда-Вірумаа.

## Населення
Чисельність населення на 31 грудня 2011 року становила 39 осіб.

## Географія
Через населений пункт проходить автодорога 13147 (Пеетеррісті — Кудрукюла), що з'єднує автошляхи 1 (Таллінн — Нарва) та 91 (Нарва — Нарва-Йиесуу — Гійеметса). 

## Історія
До 21 жовтня 2017 року село входило до складу волості Вайвара.